# Ніпуна Бандара
Ліяна Арачічілаж Ніпуна Девінда Бандара або просто Ніпуна Бандара (там. நிபுன பண்டார), нар. 17 червня 1991, Гампола, Шрі-Ланка) — ланкіський футболіст, нападник клубу «Ейр Форс».

## Клубна кар'єра
Доросла кар'єра нападника розпочалася в 2011 році. Тоді він прийшов у «Дон Боско». Через два роки Бандара перейшов в інший місцевий клуб «Ейр Форс». У 2016 році виїхав до Італії, де підписав контракт з клубом «Сіракуза Кальчо» з Серії C1. Проте в Європі не затримався й 2017 року повернувся до свого колишнього клубу — «Ейр Форс».

## Кар'єра в збірній
З 2011 року Ніпун Бандара викликається до національної збірної Шрі-Ланки. На даний час за неї провів 20 матчів, в яких відзначився 2-а голами. Обидва м'ячі припали на ворота збірної Бутану в 2011 році. Його національна команда тоді здобула перемогу з рахунком 3:0

### Голи за збірну Шрі-Ланки
| #  | Дата            | Місце                       | Суперник | Голи | Результат | Змагання                 |
| -- | --------------- | --------------------------- | -------- | ---- | --------- | ------------------------ |
| 1. | 12 березня 2011 | Судафагаса Стедіум, Коломбо | Бутан    | 2    | 3–0       | чемпіонат Південної Азії |